# Kathleen Ollerenshaw

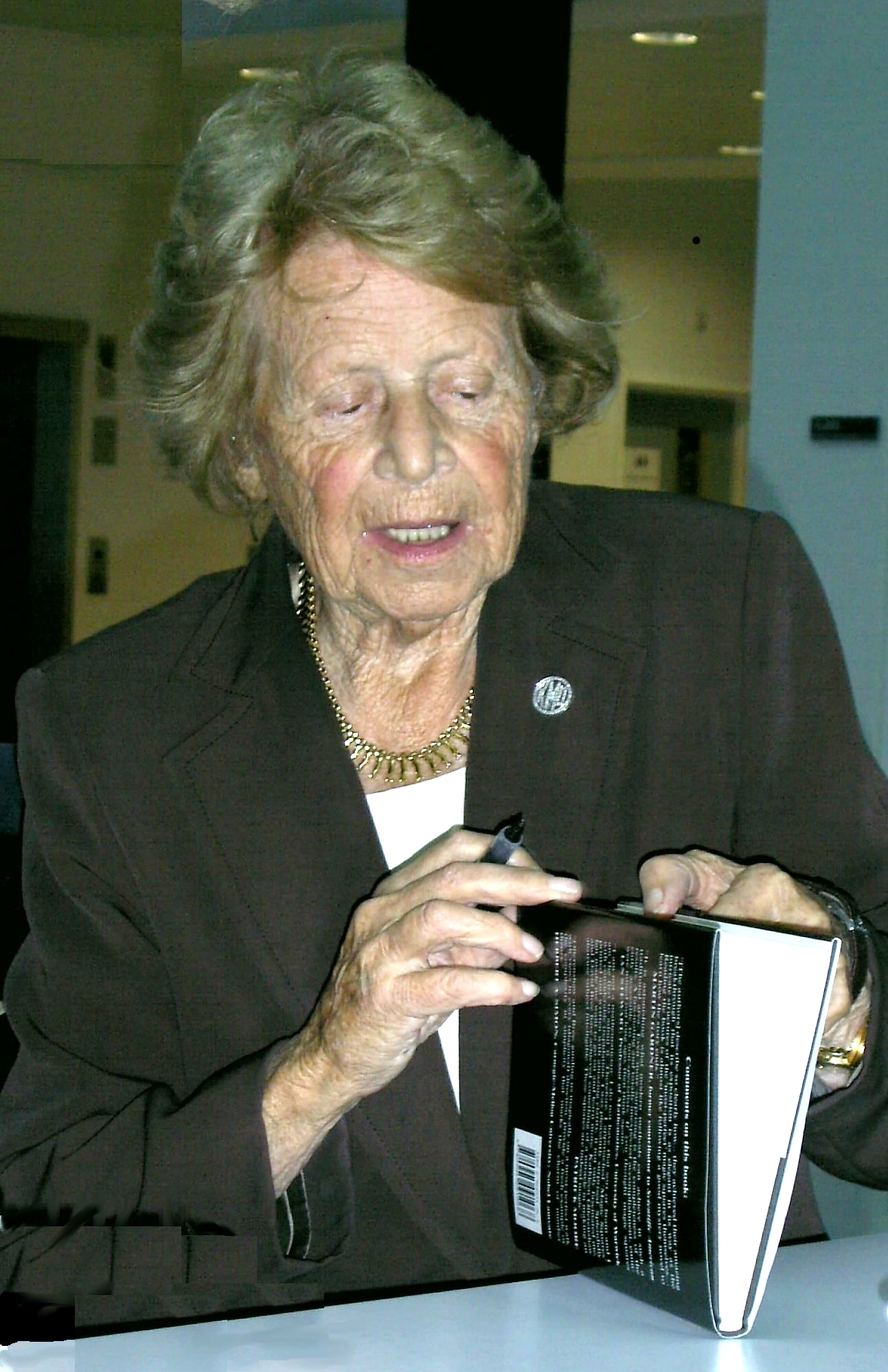
Kathleen Ollerenshaw signeert een boek in 2007

Kathleen Mary Ollerenshaw (Withington, 1 oktober 1912 – Didsbury, 10 augustus 2014), geboren als Kathleen Mary Timpson en vanaf 1971 bekend als Dame Kathleen Ollerenshaw, was een Brits wiskundige, hockeyspeelster, politica, onderwijsdeskundige en in haar laatste jaren tevens amateurastronoom. Zij studeerde aan het Somerville College van de Universiteit van Oxford, alwaar ze in 1944 een doctoraat in de wiskunde behaalde. Van 1956 tot 1981 zetelde ze namens de Conservative Party in de gemeenteraad van Manchester; ze bekleedde het ceremoniële ambt van Lord Mayor van haar stad voor het bestuurlijke jaar 1975–1976 en was lid van het Layfield Committee, dat potentiële hervormingen van de gemeentebelasting onderzocht.
Ollerenshaws wiskundige interesses gingen uit naar abstracte algebra en meetkunde, waaronder methoden voor het efficiënt stapelen van cilindrische of bolle voorwerpen, kritieke roosters in de reciproke ruimte en berekeningen van magische vierkanten. In de jaren vijftig werd ze geïnteresseerd in de schoolachterstand van leerlingen in het staatsonderwijs ten opzichte van privéscholen, alsook de ondervertegenwoordiging van vrouwelijke leerkrachten in het algemeen. Ze schreef twee boeken met aanbevelingen inzake onderwijs voor meisjes en het overhalen van vrouwelijke leerkrachten om naar het onderwijs terug te keren nadat ze een gezin hadden gesticht. Daarnaast was zij in 1968 voorzitter van het oprichtingscomité van het Royal Northern College of Music.
Van 1921 tot 1949 was Ollerenshaw nagenoeg doof, volgens haar door toedoen van erfelijke otosclerose. Na de uitvinding van het hoorapparaat werd haar gehoor op haar zevenendertigste in beperkte mate hersteld, maar in het openbaar camoufleerde ze meestal haar hardhorigheid en behielp ze zich met liplezen. Toen ze op 101-jarige leeftijd overleed,
waren zowel haar man als haar beide kinderen gestorven. Ze was ereburger van Manchester en bezat meerdere eredoctoraten. De sterrenwacht Dame Kathleen Ollerenshaw Observatory, die tot de Universiteit van Lancaster behoort, is naar haar vernoemd.

## Levensloop
Kathleen Timpson groeide in een gegoed, non-conformistisch milieu op. Haar grootvader aan vaderskant, William Timpson, kwam oorspronkelijk uit Rothwell in Northamptonshire en was de oprichter van Timpson, een Britse keten van schoen- en sleutelmakers. Diens zoon Charles trouwde met Mary Stops, de moeder van Kathleen. Zij was huisvrouw en steunde de toenmalige Liberal Party. Kathleen en haar zuster Betty werden burgerlijk, protestants en ambitieus opgevoed. De jonge Kathleen bleek opvallend goed te kunnen rekenen, maar haar ouders hadden geen bijzondere belangstelling voor wiskunde. De familie Timpson was vanuit Northamptonshire naar Manchester verhuisd in een tijd dat deze stad een welvarend centrum van de katoenindustrie was.

### Jeugd en schoolperiode
Oxford

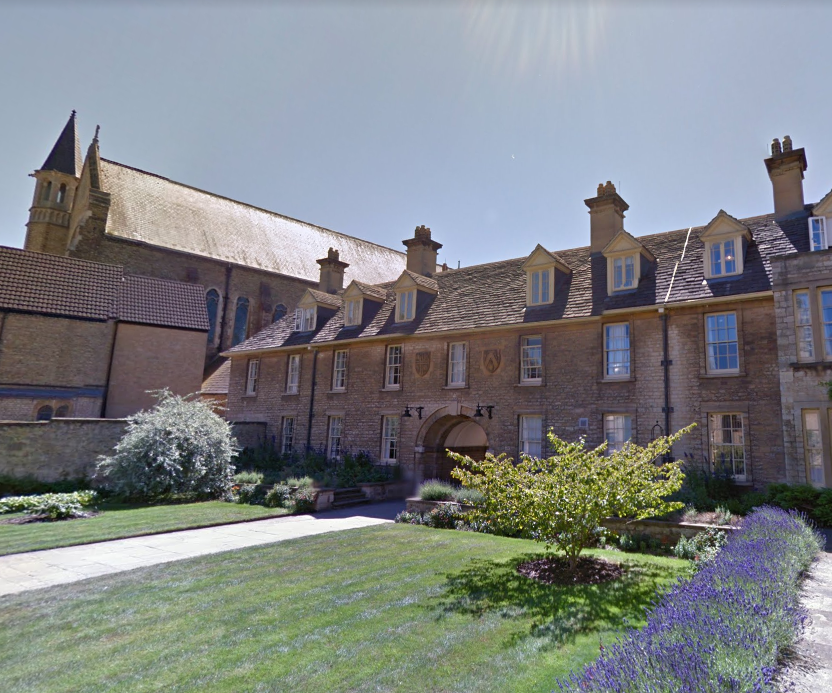
Somerville College, Oxford, waar Ollerenshaw studeerde.

Samen met haar oudere zus volgde Kathleen secundair onderwijs aan de meisjeskostschool St Leonards School in het Schotse St Andrews, waar ze (naast golf en cricket spelen) een boek over wiskunde van Herbert Turnbull las, waarop ze besloot een eindexamen in hogere wiskunde af te leggen. Ze behaalde in 1930 het Higher Certificate voor het secundair onderwijs en kandideerde voor een plaats in Oxford en Cambridge (haar voorkeur ging naar Oxford uit omdat deze universiteit een ijsbaan had). Het secundaire wiskundeonderwijs voor meisjes in de jaren dertig stond echter op een lager niveau dan dat voor jongens; als bijscholing volgde ze privélessen bij de mathematicus J.M. Child, die tijdelijk in Manchester werkte. Ze kreeg een beurs voor de Universiteit van Oxford, naar eigen zeggen omdat ze op het toelatingsinterview vermeld had dat ze in 1930 in Genève een conferentie van de Volkenbond had bijgewoond, en omdat ze haar doofheid had verzwegen. Haar verloofde, Robert, studeerde geneeskunde aan het Magdalen College in Oxford. Tijdens haar studententijd hield ze zich intensief met schaatsen, hockey en ijshockey bezig, waardoor ze haar studies enigszins verwaarloosde. In 1934 behaalde ze haar graad in de wiskunde.
Verblijf in Oostenrijk
Met Roberts vader Bob en diens Joods-Oostenrijkse vrienden bracht Ollerenshaw gedurende de jaren dertig meerdere vakanties in Sankt Gilgen door. In 1936 schreef ze zich voor een semester aardrijkskunde aan de Universiteit van Innsbruck in, maar volgde geen lessen (ze wilde enkel een voordelige studentenpas voor de bergtreinen). In deze periode deed ze aan alpinisme en skiën en verwierf ze een basiskennis van het Duits. In de aanloop naar de Tweede Wereldoorlog merkte ze dat haar Oostenrijkse medestudenten onder de invloed van de nazistische propaganda kwamen, die ook haar kortstondig beïnvloedde. Tijdens hun vakantie in augustus 1939 moest het gezelschap halsoverkop uit Oostenrijk vluchten. Drie dagen na uitbraak van de Tweede Wereldoorlog huwde ze haar verloofde in Manchester.
Tweede Wereldoorlog
Ollerenshaw solliciteerde in 1936 naar een betrekking als freelancewiskundige bij het Shirley Institute, dat onderzoek naar weeftechnieken verrichtte. In deze baan bezocht ze fabrieken en adviseerde ze ingenieurs omtrent de constructie van weefgetouwen. Ze ontwikkelde een manier om te voorkomen dat kunstzijde tijdens het weven kreukt, alsook een weefpatroon dat waterdicht katoen voor legertenten opleverde. Haar vrije tijd besteedde ze hoofdzakelijk aan sport; ze nam in Parijs deel aan een internationaal ijshockeytoernooi tegen Frankrijk en schaatste in het Britse schaatskampioenschap van 1939. Haar man werd gemobiliseerd en naar Noord-Afrika gestuurd. In 1942 maakte hij de Tweede Slag bij El Alamein mee en in 1943 werd hij krijgsgevangene in Italië. In 1940 kreeg Kathleen een miskraam; hun zoon Charles werd in 1941 geboren, waarna ze haar baan bij het Shirley Institute opgaf.
Tijdens de Tweede Wereldoorlog kwam ze in Manchester in contact met de gevluchte Duitse wiskundige Kurt Mahler, die haar adviseerde terug te keren naar de Universiteit van Oxford en er een doctorale studie aan te vatten. Hij wekte haar interesse in roosters. Ze doctoreerde aan het Somerville College met Theodore William Chaundy als promotor. In 1946 werd haar dochter Florence geboren. Na de oorlog, toen ze lid van het National Council of Women was geworden, voerde ze een onderzoek uit naar de staat van de Engelse schoolgebouwen, waarmee ze voor het eerst in de krant kwam.

### Politieke carrière

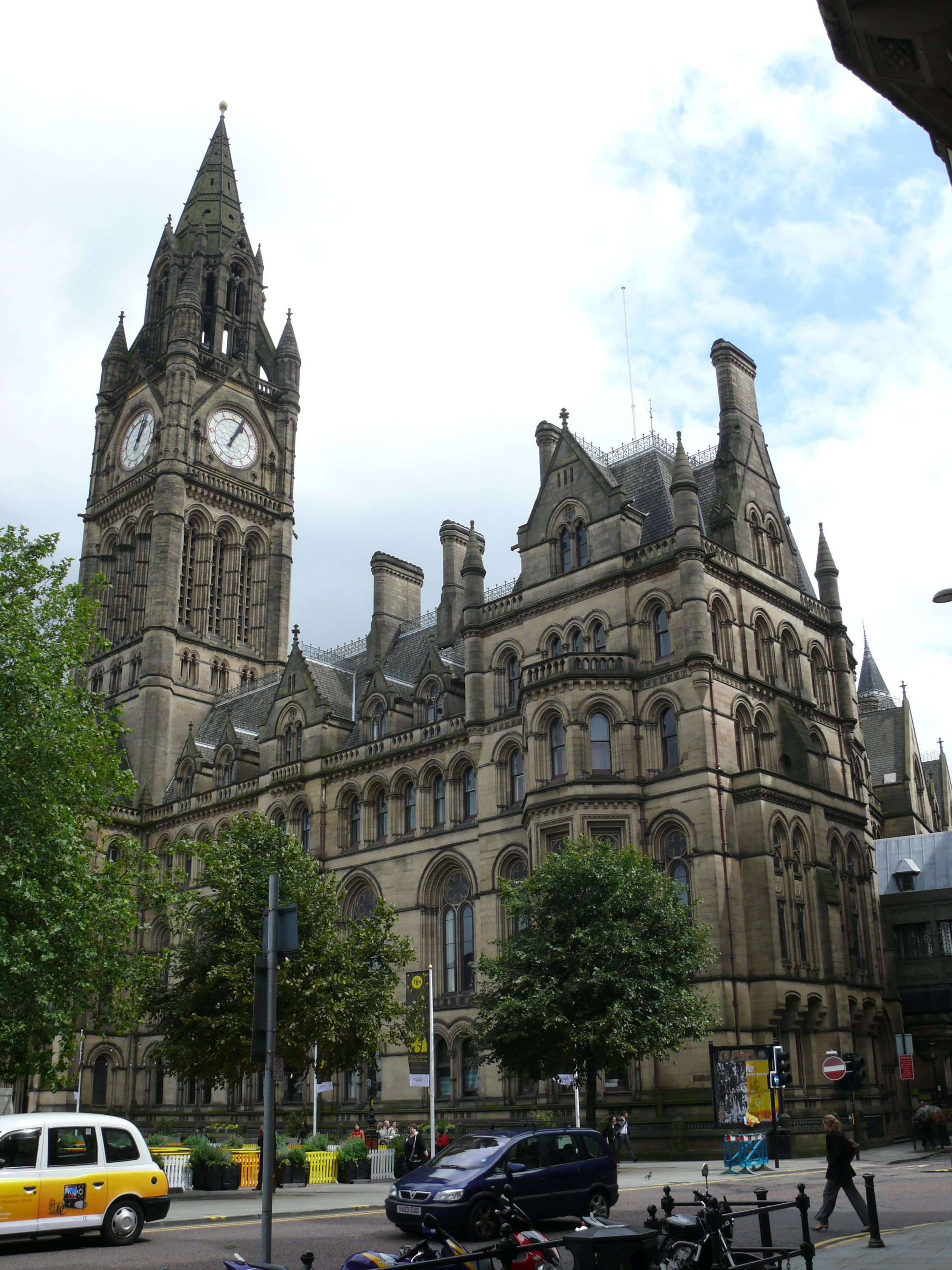
Ollerenshaw woonde een jaar in het stadhuis van Manchester.

Ollerenshaw was een collega-studente van Margaret Thatcher geweest, maar was geen lid van een politieke partij. Toen in 1954 een lid van het onderwijscomité van de stad Manchester overleden was, werd haar deze plaats aangeboden: ze had recentelijk in onderwijskringen bekendheid verworven met een artikel getiteld Old School Buildings, dat in het tijdschrift van de Association of Education Committees was gepubliceerd. De desbetreffende post was gecoöpteerd, hetgeen minder autoriteit met zich meebracht dan een verkozen lid. Na twee jaar als gecoöpteerd lid liet Ollerenshaw zich overreden, bij de verkiezingen voor de ward Rusholme op te komen. Voor de Conservative Party werd ze in mei 1956 in de gemeenteraad van Manchester verkozen met een meerderheid van 1.666 stemmen. In 1967 werd ze voorzitter van het onderwijscomité. In de nationale pers werd ze in toenemende mate als een onderwijsexpert beschouwd. Van 1967 tot 1971 was ze vicevoorzitter van het financieel comité van haar stad.
Ollerenshaw was nooit volksvertegenwoordiger in het House of Commons, maar pendelde geregeld tussen Manchester en Londen wegens haar werk als onderwijsadviseur voor het Ministerie van Onderwijs onder Margaret Thatcher. Ze behield haar post in de gemeenteraad van Manchester tot 1981, toen ze de verkiezingen van Labour verloor. Hierna werd ze tot honorary alderman benoemd. Als lid van het Layfield Committee bestudeerde ze potentiële hervormingen van de belastingschijven die in de jaren zeventig van kracht waren (de ‘domestic rates’). Het comité onder leiding van Frank Layfield stelde anno 1976 dat de regering de keuze had tussen een centraal (vanuit Westminster) geregeld systeem en een gedecentraliseerd belastingstelsel, waarbij de plaatselijke overheden verregaande fiscale autonomie zouden krijgen. De regering Thatcher van de jaren tachtig koos echter uiteindelijk voor een systeem van poll tax, dat in 1990 tot Thatchers aftreden zou leiden. In 1979 voerde de Amerikaanse president Jimmy Carter wetgeving inzake de financiering van lokale overheden in, waarover Ollerenshaw naar eigen zeggen als vertegenwoordiger van de Britse regeringsdelegatie een conferentie bijwoonde.
School- en universiteitsbesturen
Van 1960 tot 1963 zetelde zij in de Engelse centrale adviesraad van het Ministerie van Onderwijs, een orgaan dat de kwaliteit van de Engelse scholen moest evalueren. Ollerenshaw was pleitbezorger van het privéonderwijs, doch werd een tegenstander van selectie voor grammar schools op elfjarige leeftijd, een systeem dat 11 plus wordt genoemd. Ze ijverde tevens voor verplichte kwalificaties voor leerkrachten. Van 1968 tot 1973 was ze hoofdvoorzitter van Manchester Polytechnic, de voorloper van Manchester Metropolitan University. Ze diende tevens van 1958 tot 1967 als voorzitter van de Association of Governing Bodies of Girls’ Public Schools. In 1964 werd ze tot foundation fellow benoemd van het Institute of Mathematics and its Applications, waarvan ze tevens president was in het academiejaar 1978–1979.
In 1972 werd ze tot deeltijdse onderzoeker (research fellow) aan de afdeling onderwijskunde van de Universiteit van Lancaster benoemd. Ze zetelde in de raad van bestuur van deze universiteit tussen 1975 en 1991 en diende er van 1986 tot 1992 als prochancellor. Voorts was ze van 1983 tot 1986 vicevoorzitter van het Institute of Science and Technology van de Universiteit van Manchester. Van 1981 tot 2003 was ze voorzitter van de bestuursraad van haar vroegere kostschool, St Leonards.
Lord Mayor
Vanaf de jaren zeventig werd Manchester door Labour gedomineerd, waardoor de zittende Lord Mayor van de stad driemaal achtereenvolgens uit deze partij afkomstig was. In 1974 kwamen Labour en de Conservatieven in de gemeenteraad van Manchester overeen dat ze afwisselend de Lord Mayor mochten benoemen. Op deze wijze werd Kathleen Ollerenshaw door haar partij genomineerd voor het jaar 1975–1976. Als burgemeester woonde ze gedurende dit jaar in het stadhuis van Manchester, een unieke geplogenheid die tot 1984 in Manchester gangbaar was. Ollerenshaws schoondochter Margaret nam de functie van Lady Mayoress op zich. Ze schreef een boek over haar jaar als burgemeester, First Citizen, dat hoofdzakelijk uit anekdotes, een beschrijving van het interieur van het stadhuis en haar diverse activiteiten bestaat. Daarnaast publiceerde ze een kinderboek, The Lord Mayor's Party.

### Wiskunde

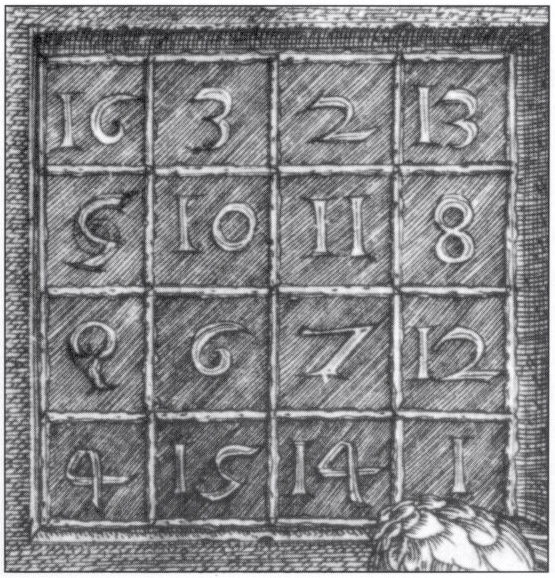
Dürers magische vierkant uit 1514

Toen Kurt Mahler haar met een probleem op het gebied van roosters kennis had laten maken, slaagde Ollerenshaw erin dit zonder achtergrondkennis binnen enkele dagen op te lossen. Nadat ze van minister Ernest Bevin eigenhandig de toestemming had bemachtigd om aan de Universiteit van Oxford te werken, schreef ze onder begeleiding van Theodore Chaundy vijf papers waarmee ze een doctoraat behaalde. Zodoende schreef ze nooit een proefschrift. Na de Tweede Wereldoorlog hield ze zich meer met onderwijs bezig en verdween het wiskundige onderzoek enigszins naar de achtergrond. Ze werkte enige tijd als deeltijds docent wiskunde aan de universiteit van Manchester.
Anno 1980 publiceerde ze een artikel met een oplossing voor Rubiks kubus in tachtig stappen. Ze voerde haar berekeningen meestal in Hodge Close Cottage uit, een oude boerderij nabij Coniston in het Lake District, die ze in 1954 met Robert gekocht had op een landgoed dat nog eigendom van Beatrix Potter was geweest.
In de jaren tachtig werkte ze samen met Hermann Bondi aan berekeningsmethoden voor magische vierkanten van de vierde orde: dit betekent dat, in een vierkant met rijen van telkenmale vier maal vier cijfers tussen een en zestien, de som van deze getallen in alle richtingen zowel verticaal en horizontaal als diagonaal dezelfde is. Een door haar aangehaald voorbeeld van een dergelijk vierkant staat op de gravure Melencolia I uit 1514 van Albrecht Dürer. Ollerenshaw en Bondi leverden een analytisch bewijs dat er precies achthonderdtachtig mogelijkheden bestaan om een dergelijk vierkant in te vullen, zoals in 1693 geteld was door Bernard Frénicle de Bessey. Na de dood van Robert verhuurde ze een deel van haar huis in Manchester aan David Brée, die toevallig hoofd van de afdeling kunstmatige intelligentie aan de Universiteit van Manchester was. Met hem werkte ze samen aan haar boek Most Perfect Pandiagonal Magic Squares over magische vierkanten die in andere magische vierkanten zijn ingebed. Dit werk oogstte in 1998 internationale bijval; aldus leverde ze op 85-jarige leeftijd een belangrijke bijdrage tot de combinatoriek.
Sedert 2007 organiseert de Universiteit van Manchester jaarlijks een openbare Dame Kathleen Ollerenshaw Lecture op het gebied van de wiskunde.

### Onderwijs
In de jaren vijftig begon de Britse regering mogelijkheden voor schoolhervorming te onderzoeken. Als lid van het onderwijscomité inspecteerde Ollerenshaw in de jaren zestig en zeventig talloze scholen in het hele land, en was naar eigen zeggen dikwijls gechoqueerd door wat ze zag. Ze ondernam drie studiereizen naar het buitenland: in 1963 bezocht ze de Sovjet-Unie als lid van een delegatie, in 1965 de Verenigde Staten en in 1970 op eigen houtje Japan, nadat ze had vernomen dat het Japanse onderwijs op een bijzonder hoog niveau stond. Ollerenshaw aanvaardde dat de oprichting van comprehensives onontkoombaar was en argumenteerde dat selectie voor grammar schools op elfjarige leeftijd overbodig was, met dien verstande dat het niveau van het staatsonderwijs verbeterd kon worden door samenwerking met privéscholen. Hierbij moest volgens haar voor een brede instroom naar grote staatsscholen worden gezorgd, in het bijzonder in economisch achtergestelde regio’s. Voor privéscholen was daarentegen selectiviteit essentieel voor hun voortbestaan. Daartoe moest de onafhankelijkheid van de school door een autonoom orgaan met verregaande bevoegdheden worden gewaarborgd. Ze was echter bovenal gealarmeerd door het lage niveau van het openbare onderwijs, hetgeen premier James Callaghan ertoe aanzette een nationaal debat over de kwestie te lanceren. Ollerenshaw was zich goed bewust van het feit dat zijzelf en de andere leden van het inspectiecomité tot een kleine elite behoorden die in het privéonderwijs was opgeleid. Vanuit haar perspectief moesten openbare scholen qua curricula het voorbeeld van privéscholen volgen.
Een ander speerpunt was discriminatie in het onderwijs: hoofdzakelijk op wetenschappelijk gebied stond het onderwijs in meisjesscholen op een lager niveau dan in jongensscholen. Omtrent dit onderwerp schreef ze in 1958 Education for Girls, waarin ze opriep, meisjes niet enkel op een huwelijk voor te bereiden, maar vooral ook op werk. Te dien einde was een grondige scholing in wiskunde en wetenschap voor meisjes onontbeerlijk. Daarenboven moesten vrouwelijke leerkrachten na een loopbaanonderbreking worden aangemoedigd, naar hun beroep terug te keren. Met Christine Flude van de Universiteit van Lancaster publiceerde ze hierover in 1974 een studie, die gebaseerd was op enquêtes onder vrouwelijke ex-leerkrachten.

### Astronomie

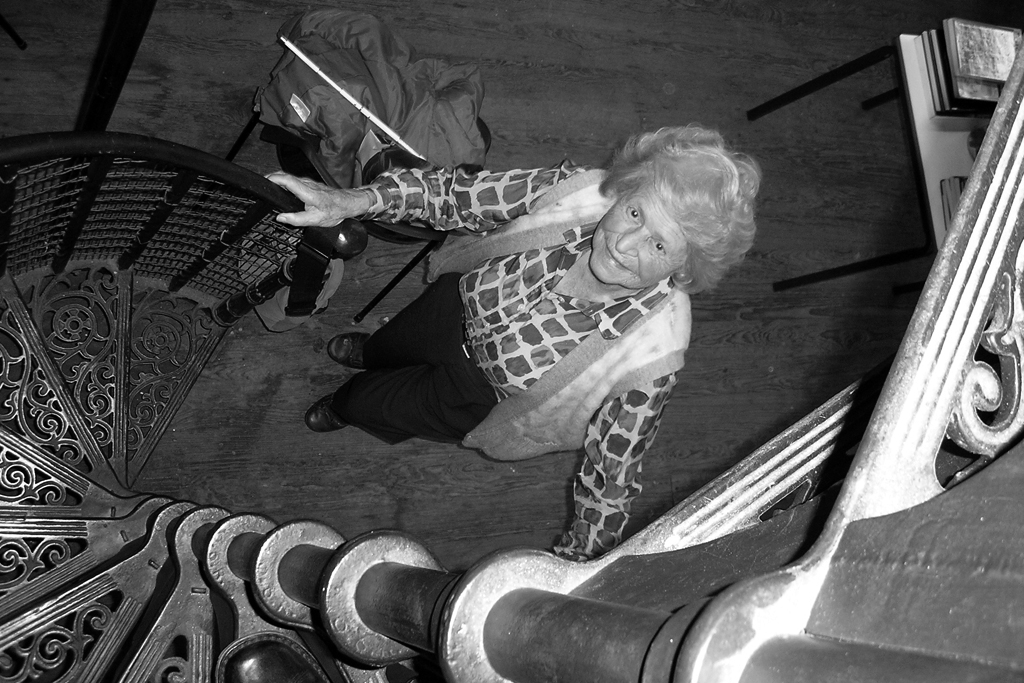
Kathleen Ollerenshaw bij de Manchester Astronomical Society anno 2007

Sterrenkunde was voor Ollerenshaw aanvankelijk een hobby, haar ingegeven door de donkere nachthemel in Cumbria. Ze had verschillende astronomen onder haar vrienden, onder wie Sir Bernard Lovell, maar pas in 1990 werd ze een actieve observator. Op advies van Lovell kocht ze een Schmidt-Cassegrain met een lensopening van 8 inch. Ze bouwde haar eigen observatorium, dat ze Lovell II doopte, in een hut naast haar buitenverblijf Hodge Close, aangezien ginds veel minder lichtvervuiling dan in Manchester is. In dat jaar maakte ze kennis met Patrick Moore. Ze hield zich bezig met het fotograferen van de nachthemel met CCD-camera’s en schreef een artikel over fotografietechnieken in Moores astronomisch jaarboek voor 1996. Op zijn beurt nam Moore een beschrijving van haar sterrenwacht in een van zijn boeken op. In 1996 werd ze erelid van de Manchester Astronomical Society. Ollerenshaw en Moore konden het goed met elkaar vinden. Ofschoon zij tien jaar ouder was, verkeerde ze in betere gezondheid dan hij; in 2006 reisde ze nog naar Libië om een zonsverduistering te observeren.
Het Dame Kathleen Ollerenshaw Observatory bevindt zich op het dak van de natuurkundefaculteit van de Universiteit van Lancaster en werd op 20 mei 2002 door Patrick Moore ingehuldigd. De oorspronkelijke Celestrontelescoop van 11 inch was door Ollerenshaw gedoneerd.

### Andere activiteiten
Ollerenshaws sportieve loopbaan als schaatsster en ijshockeyspeelster werd door de Tweede Wereldoorlog afgebroken, en na de oorlog was ze reeds in de dertig, te oud om op professioneel niveau mee te spelen. Niettegenstaande haar slechte gehoor was ze een fervent liefhebber van klassieke muziek en de kunsten in het algemeen. De schilder L.S. Lowry was een inwoner van Rusholme, het district dat zij in de gemeenteraad vertegenwoordigde, en nam in 1967, volgens haar met veel tegenzin, een Honorary Fellowship van het College of Art and Design in ontvangst.
Ollerenshaw had grote belangstelling voor de Concorde en was bevriend met leden van het ontwikkelingsteam. Ze vloog in 1975 naar Beiroet in het toestel op uitnodiging van David Nicolson, voorzitter van de bestuursraad van British Airways.
Ze bewonderde componist Peter Maxwell Davies, aan wie ze haar succesrijke boek over magische vierkanten had opgedragen; op zijn beurt droeg Maxwell Davies in 2008 zijn achtste Naxoskwartet aan haar op.

### Persoonlijk
Ollerenshaws man Robert was geneesheer en bezat de graad van kolonel. Beiden kenden elkaar reeds als kleuters. Aanvankelijk stond hij wantrouwig tegenover haar optreden in het publieke leven, maar hij steunde haar toen ze in 1956 opkwam bij de verkiezingen. Op zijn oude dag was hij verlamd; hij stierf in 1986. Haar dochter Florence, geboren in 1946, was lerares in Londen en overleed in 1971 aan kanker. Haar zoon Charles, die elektro-ingenieur was en bij Philips in Eindhoven had gewerkt, pleegde in 1999 op 57-jarige leeftijd zelfmoord. Tegen het eind van haar leven leed ze aan maculadegeneratie, waardoor ze niet meer kon autorijden. In haar autobiografie beschrijft ze hoe ze, toen ze in de negentig was, enkele weken aan het syndroom van Charles Bonnet leed en daarbij overal tegen elkaar gepakte cilinders zag, de geometrische figuren waarmee ze zich in de jaren veertig had beziggehouden.
Ze vierde haar honderdste verjaardag met een feestje in haar tuin in Manchester, maar kwam kort daarop ten val en bracht het eind van haar leven in een bejaardentehuis door.

## Onderscheidingen
- 1960: honorary fellow van het College of Preceptors
- 1971: Dame Commander in de Orde van het Britse Rijk
- 1972: honorary fellow van Manchester Polytechnic
- 1975: eredoctoraat van het Council for National Academic Awards
- 1976: eredoctoraat van het Salford Royal Technical College
- 1976: eredoctoraat in de rechten (Legum Doctor) van de Victoria University of Manchester
- 1976: companion van het Royal Northern College of Music
- 1976: Mancunian van het jaar, uitgereikt door de Junior Chamber of Commerce van Manchester
- 1977: erekolonel van het Manchester and Salford Universities Officer Training Corps (tot 1981)
- 1978: honorary fellow van het Somerville College
- 1980: honorary fellow van het City and Guilds of London Institute
- 1980: erelid van de Manchester Literary and Philosophical Society
- 1981: honorary alderman van de stad Manchester
- 1983: Dame Commander in de Orde van Sint-Jan
- 1984: sleutels van de stad Manchester
- 1986: honorary fellow van het Institute of Mathematics and its Applications
- 1987: honorary fellow van het Institute of Science and Technology van de Universiteit van Manchester
- 1987: Deputy Lieutenant van het graafschap Greater Manchester
- 1992: eredoctoraat in de rechten (Legum Doctor) van de Universiteit van Lancaster
- 1994: eredoctoraat in de rechten (Legum Doctor) van de Universiteit van Liverpool
- 1996: erelid van de Manchester Astronomical Society
- 1999: honorary research fellow van de Victoria University of Manchester (tot 2003)
- 2003: beschermvrouw van het Museum of Science and Industry in Manchester

## Publicaties (selectie)
- 1945: ‘Lattice points in a hollow n-dimensional hypercube’, in: Journal of the London Mathematical Society, vol. 20
- 1954: ‘Old Schools in England and Wales in 1954’, in: Education (Journal of the Association of Education Committees), vol. 106, nr. 2248
- 1961: Education for Girls
- 1967: The Girl's Schools: the Future of the Public and Other Independent Schools for Girls in the Context of State Education
- 1974: Returning to Teaching. Research project sponsored by the Department of Education and Science in the Department of Educational Research, University of Lancaster, October, 1972-July, 1974 (met Christine Flude)
- 1976: The Lord Mayor's Party
- 1977: First Citizen
- 1980: ‘The Hungarian magic cube’, in: Bulletin of the Institute of Mathematics and its Applications, 16
- 1981: Manchester Memoirs
- 1982: Magic Squares of Order Four (met Hermann Bondi)
- 1995: ‘Starting with a CCD Image Camera’, in: Patrick Moore (red.), 1996 Year Book of Astronomy
- 1998: Most Perfect Pandiagonal Magic Squares: Their Construction and Enumeration (met David Brée)
- 2004: To talk of many things. An autobiography
- 2005: ‘Constructing pandiagonal magic squares of arbitrarily large size’, in: Mathematics Today, 42